# Gramméno
Gramméno (Grammeno) är en ort i Grekland.   Den ligger i prefekturen Nomós Ioannínon och regionen Epirus, i den nordvästra delen av landet, 300 km nordväst om huvudstaden Aten. Gramméno ligger 698 meter över havet och antalet invånare är 176.
Terrängen runt Gramméno är huvudsakligen kuperad, men den allra närmaste omgivningen är platt.Runt Gramméno är det tätbefolkat, med 319 invånare per kvadratkilometer. Närmaste större samhälle är Ioánnina, 12,1 km öster om Gramméno. Omgivningarna runt Gramméno är en mosaik av jordbruksmark och naturlig växtlighet.